# Beograd-Glavna
Budova bývalého hlavního nádraží v Bělehradě (v srbské cyrilici Зграда старе Главне железничке станице), dříve známá jako Nádraží Bělehrad-Hlavní (Београд-Главна), je monumentální budova na Sávském náměstí v Bělehradě, která v letech 1884 až 2018 sloužila jako hlavní železniční stanice města. Budova, postavená podle plánů architekta Dragiši Milutinoviće, má status památky kultury velkého významu. Po svém uzavření prochází rekonstrukcí a adaptací na nové prostory Historického muzea Srbska.

## Historie

### Výstavba a otevření

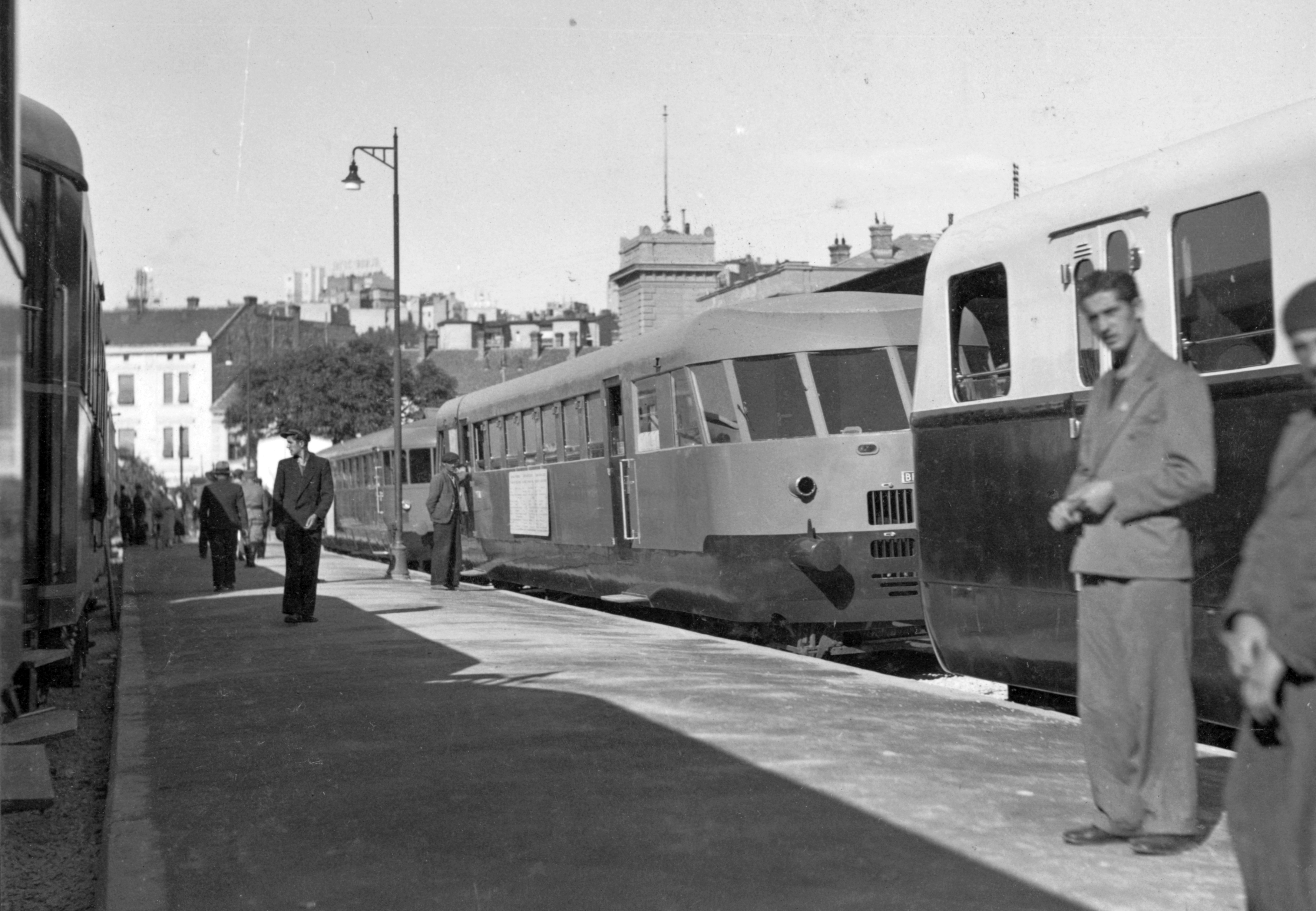
Prezentace motorového vozu na nádraží v roce 1937.

Výstavba nádraží byla přímo spojena s budováním první srbské železniční tratě Bělehrad–Niš, která byla součástí mezinárodní tratě z Vídně do Istanbulu. Jednalo se o první zastávku jižně od rakousko-uherského území. Stavbu zahájila společnost Orientální dráha (CO), ale ještě před jejím dokončením ji převedla na srbské dráhy, které byly založeny až v roce 1883.
Architektem budovy byl Dragiša Milutinović, významný srbský architekt. Stavba probíhala souběžně s výstavbou páteřní trati do Niše. V roce 1884 na stavbě nádraží pracovalo přes pět tisíc dělníků. První vlak z nové stanice vyjel 20. srpna (1. září podle nového kalendáře) 1884 do Zemunu. Prvními cestujícími byli král Milan I. Obrenović, královna Natálie a korunní princ Alexandr.
Provoz vlaků na nádraží nicméně Orientální dráha zajišťovala až do roku 1913. V době svého vzniku patřilo nádraží mezi jednu z mála velkolepých budov v nově nezávislém Srbsku a Bělehradě, který tehdy čítal asi 35 000 obyvatel.

### Provoz a modernizace
Přestože se svojí velikostí nemohlo měřit s většinou velkých evropských nádraží, bylo bělehradské hlavní nádraží po desetiletí nejrušnější železniční stanicí srbské metropole. Sloužilo především pro dálkovou a mezinárodní dopravu, odkud vyjížděly mezinárodní rychlíky (např. Avala, Hellas Express) a vlaky do všech hlavních srbských měst.
V průběhu 60. let 20. století prošlo nádraží komplexní přestavbou, během které byly odstraněny některé historické dekorativní prvky, včetně některých věží v průčelí budovy směrem ke Karađorđevě ulici. Byla také zmodernizována odbavovací hala.
Bělehradské hlavní nádraží bylo svědkem řady historických událostí Srbska a později i Jugoslávie. Právě přes něj putovaly ostatky Josipa Broze Tita po jeho smrti v Lublani v roce 1980.
V roce 2015 bylo nádraží jedním z center na tzv. Balkánské trase v rámci evropské migrační krize a v jeho okolí přebývali migranti.

### Přesun provozu a uzavření
V roce 1974 byl představen plán přestavby bělehradského železničního uzlu, který počítal s nahrazením kapacitně nevyhovujícího hlavního nádraží novou stanicí Bělehrad-Centar. Tento plán byl oživen v druhém desetiletí 21. století v souvislosti s developerským projektem Bělehrad na vodě.
V prosinci 2017 se novým hlavním nádražím stala stanice Bělehrad-Centar. Provoz na původním hlavním nádraží byl postupně omezován. Do 1. července 2018 byl přerušen veškerý provoz a stanice byla definitivně uzavřena. Historická budova nádraží byla v rámci projektu Beograd na vodi zachována s plánem přeměny na muzeum. V současnosti probíhá její kompletní rekonstrukce.

## Architektura a status památky
Budova nádraží představuje jedno z nejmonumentálnějších zdání Bělehradu z 19. století a je symbolem bývalé královské столице. Byla navržena v duchu akademismu jako reprezentativní stavba. V architektonické kompozici dominuje centrální klasicistní rizalit hlavního vchodu, zakončený trojúhelníkovým tympanonem. Od roku 1983 je budova chráněna jako památka kultury velkého významu.

## Galerie

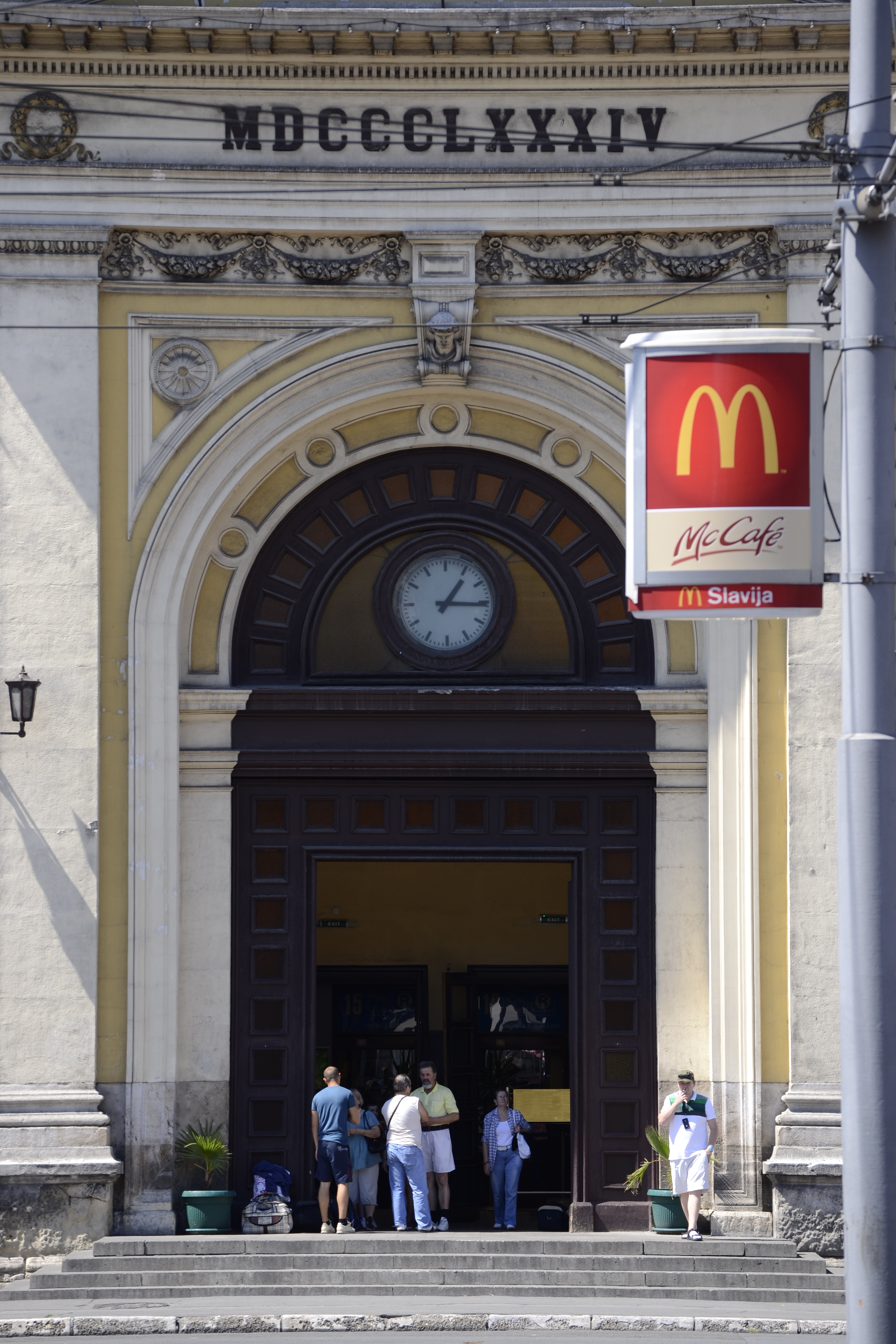
Detaily fasády, 2012.
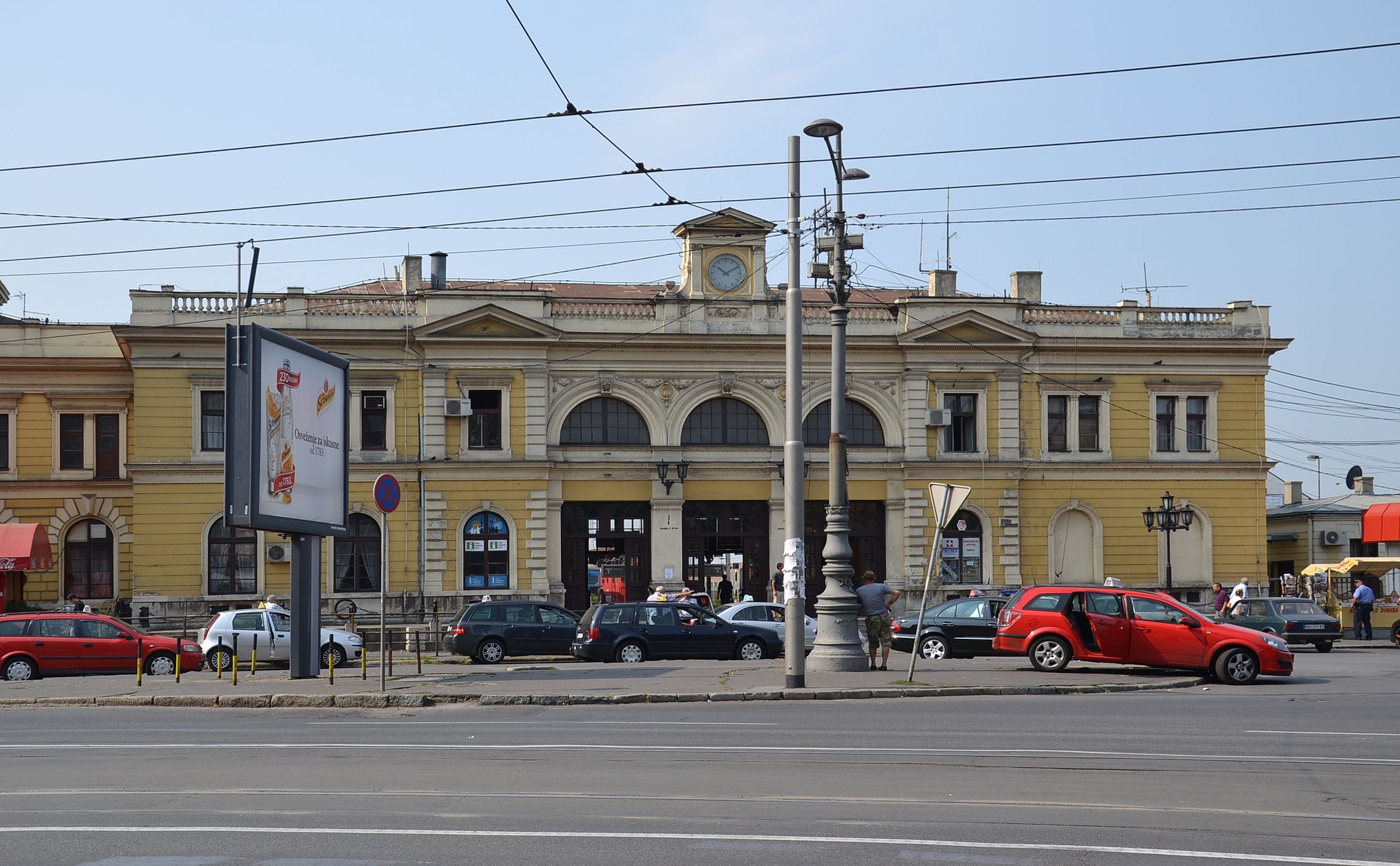
Pohled na budovu
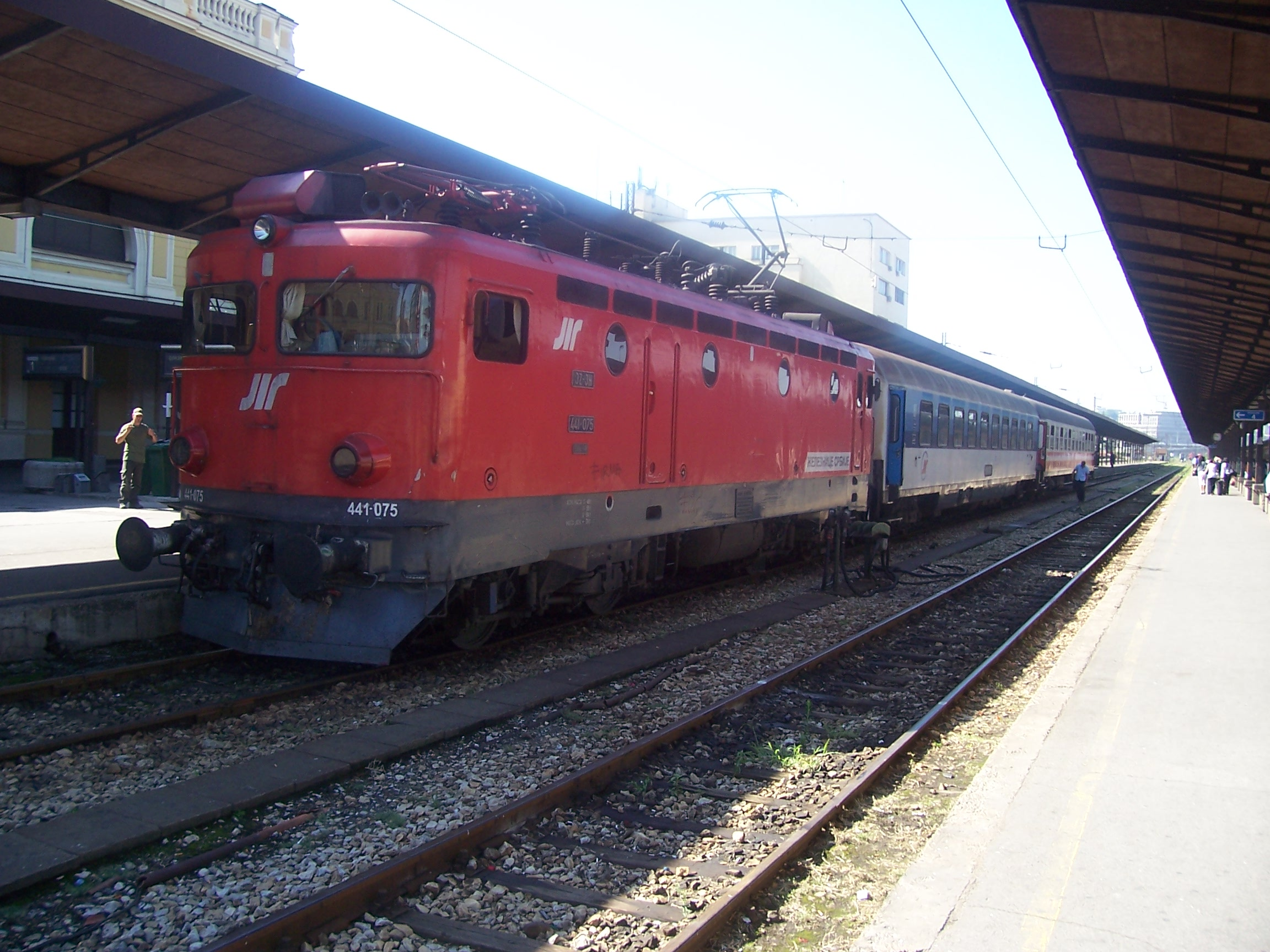
Nádraží v provozu, 2008.
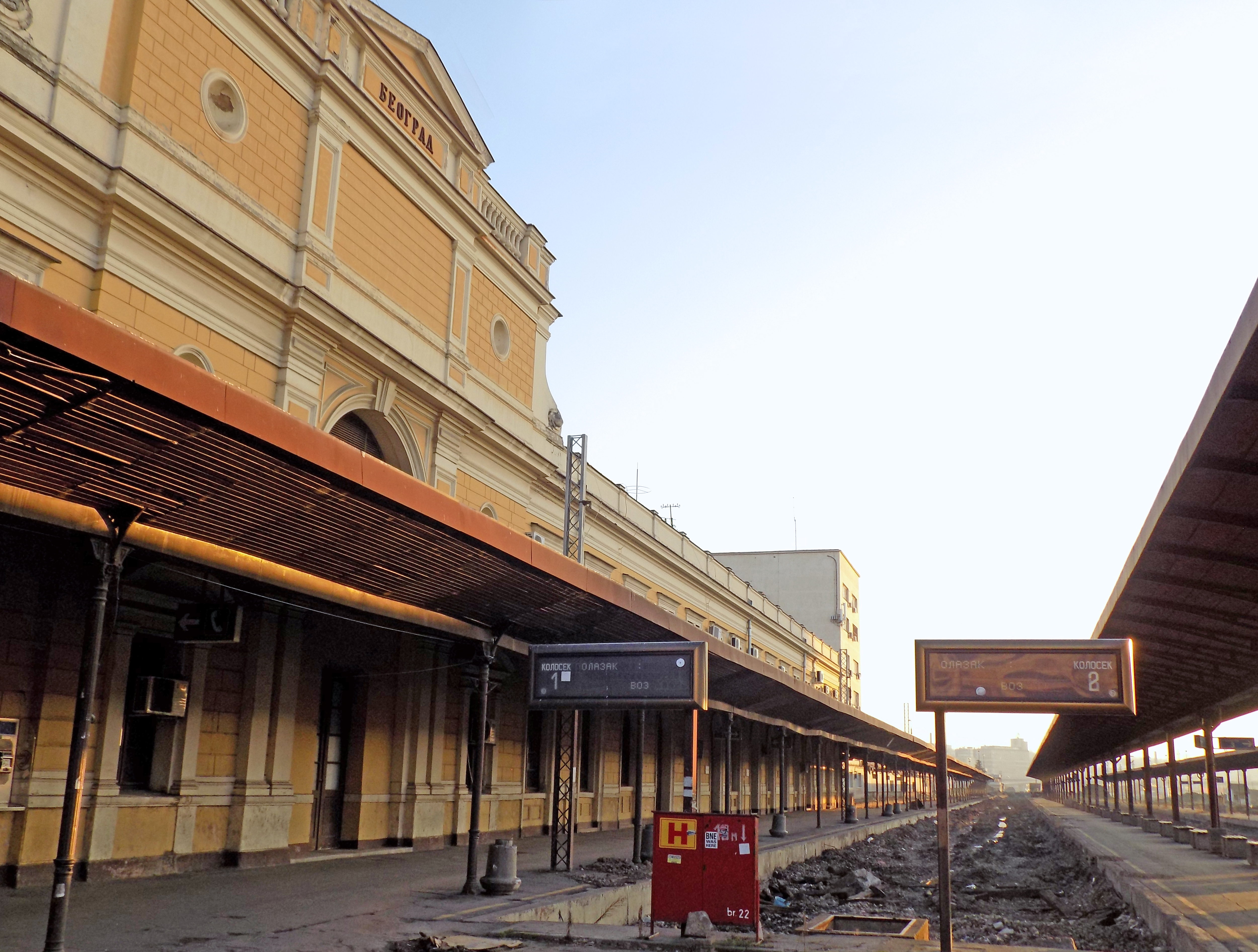
Uzavřené nádraží, 2019.
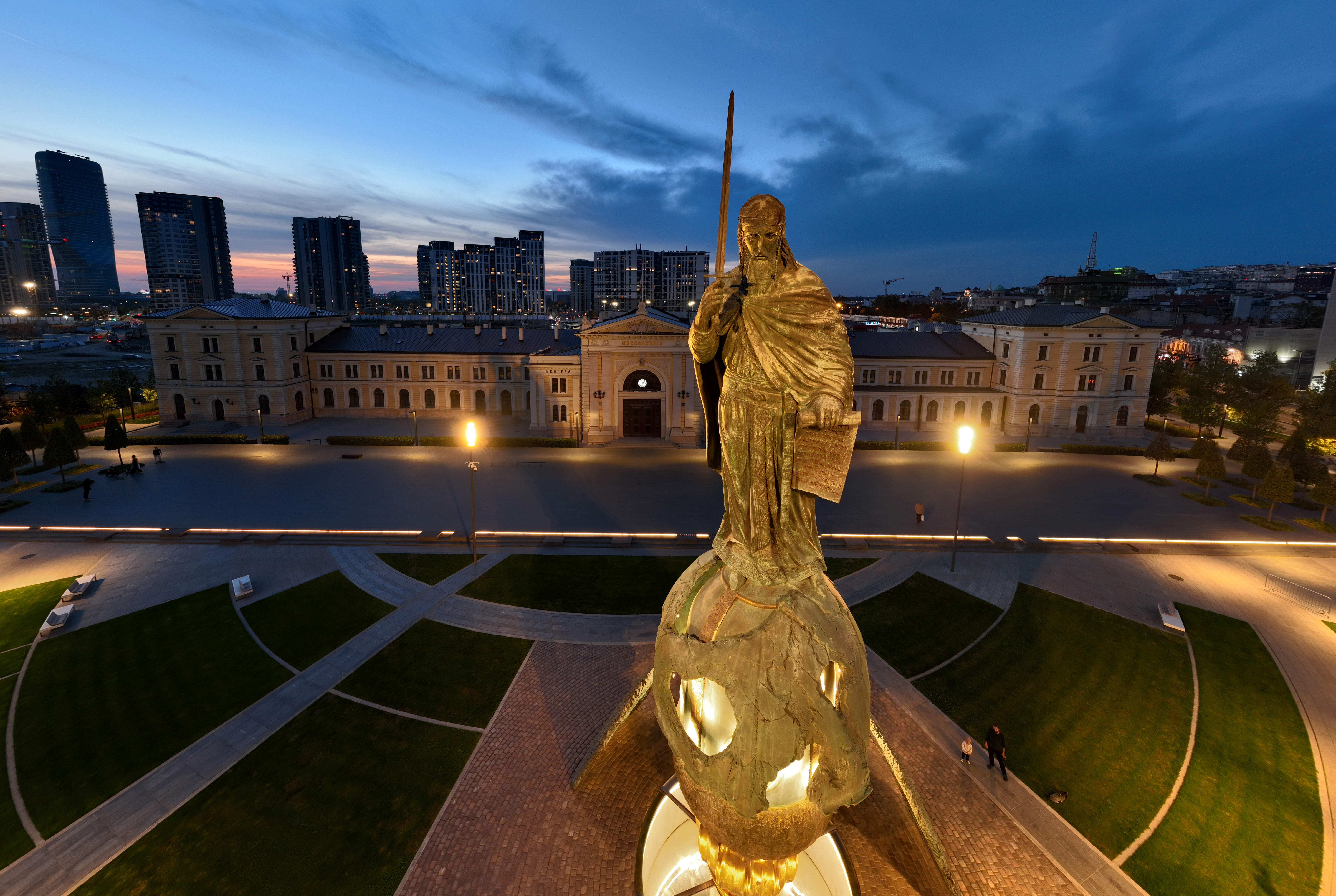
Budova nádraží a pomník Stefana Nemanji, 2023.
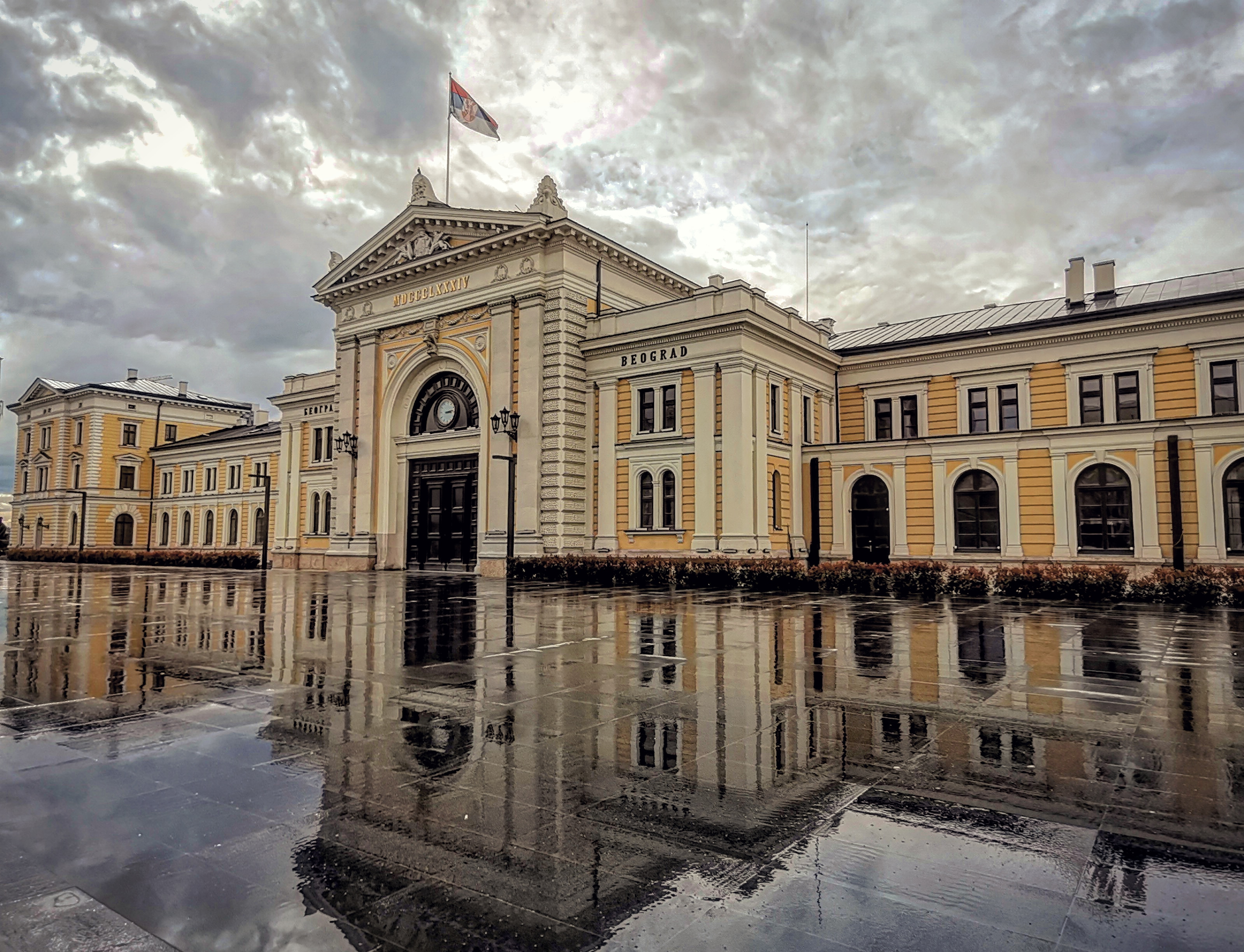
Budova během rekonstrukce, 2024.